# 松尾電機
松尾電機株式会社（まつおでんき）は、大阪府豊中市に本社を構えるタンタルコンデンサ、電流ヒューズなどの回路保護素子を主に開発、製造、販売している企業である。

略称としてNCCを商標登録している(NEW CONCEPTS IN CAPACITORSの略)。

松尾電機登録商標

同じく電子部品メーカーである日本ケミコンの略称もNCC (英語名Nippon Chemi-Con)であるが、商標ではなく俗称。

## 沿革
- 1949年12月 - 大阪府豊中市にて設立
- 1974年6月 - 大阪証券取引所市場第二部に上場
- 1983年3月 - 京都府福知山市に福知山工場新設
- 2013年7月 - 東京証券取引所市場第二部に上場
- 2022年1月 - 釜屋電機株式会社を割当先とする第三者割当増資を実施[3]
- 2022年4月 - 東京証券取引所スタンダード市場に上場

## 主な製品
- タンタルコンデンサ
- 回路保護素子（電流ヒューズ）
- フィルムコンデンサ - 2024年11月末受注終了

## 主な拠点
- 本社 - 大阪府豊中市
- 営業拠点
  - 東日本営業 - 神奈川県大和市
  - 中部日本営業 - 愛知県安城市
  - 西日本営業 - 大阪府豊中市
- 製造拠点
  - 本社工場 - 大阪府豊中市
  - 福知山工場 - 京都府福知山市
  - 島根工場 - 島根県出雲市

## 不祥事
- カルテル問題（2014年） - 2024年10月時点で次の通り制裁金および和解金を累計約24億円支払い。
  - 電解コンデンサに関する価格カルテルの共謀を行っていた疑いにより同業メーカー10社（日本ケミコン、ニチコン、ルビコン、パナソニック、トーキン、旧:日立化成、エルナーなど）と共に捜査を受けた[4][5]。
  - 2017年3月29日 - 日本の公正取引委員会から私的独占の禁止及び公正取引の確保に関する法律（独占禁止法）違反に当たるとして4億2765万円の課徴金を課される。[6]
  - 2018年3月21日 - 欧州委員会から欧州競争法に違反する行為を行なっていたとして82.4万ユーロ（約1億8百万円）の制裁金を課される。[7]
  - 2018年7月19日 - 米国司法省との司法取引に合意し、カリフォルニア州北部地区連邦裁判所にて417万米ドル（約4億74百円）の制裁金が決定される。[8]
  - 2018年9月21日 - 韓国公正取引委員会から違法なカルテル行為があったとして18億4000万韓国ウォン（約1億84百万円）の課徴金を課される。[9]
  - 2019年3月27日 - 米国における集団民事訴訟(間接購入者原告団)で250万米ドル（約2億77百万円）の和解金支払い。[10]
  - 2021年7月28日 - 台湾の公平交易委員会から公平交易法（日本の私的独占の禁止及び公正取引の確保に関する法律に相当）違反に当たるとして1589万新台湾ドル（約62百円）の罰金を課される。[11]
  - 2021年12月2日 - 米国における集団民事訴訟(直接購入者原告団)で500万米ドル（約5億70百万円）の和解金支払い。[12]
  - 2023年4月24日 - 米国における民事訴訟の一部原告に対して100万米ドル（約1億33百万円）の和解金支払い。[13]
  - 2023年10月11日 - カナダにおける集団民事訴訟で120万カナダドル（約1億32百万円）の和解金支払い。[14]
  - 2024年10月2日 - 米国Arrow Electronics, Inc.との民事訴訟で25万米ドル（約36百万円）の和解金支払い。[15]

## 資本関係
釜屋電機の持分法適用会社である。

釜屋電機は台湾Walsin（中国語: 華新麗華）の子会社であり、松尾電機の役員は関連する台湾企業の役員が派遣される形となっている。